# When the Going Gets Tough, the Tough Get Going
When the Going Gets Tough, the Tough Get Going ist ein Lied von Billy Ocean aus dem Jahr 1985, welches von ihm, Robert Lange, Wayne Brathwaite und Barry Eastmond geschrieben wurde. Es ist Bestandteil des Soundtracks zum Film Auf der Jagd nach dem Juwel vom Nil.

## Geschichte
When the Going Gets Tough, the Tough Get Going wurde weltweit am 15. November 1985 veröffentlicht, von da aus wurde es ein Nummer-eins-Hit in Großbritannien, Irland, Australien, Kanada, Niederlande, Belgien und Norwegen.
Das Lied ist 5:44 Minuten lang und erschien sowohl auf Oceans Album Love Zone wie auch auf dem Soundtrackalbum zum Film. Auf der B-Seite der Single befindet sich eine Remix-Version des Liedes.

## Musikvideo
Im Musikvideo spielen unter anderem Michael Douglas, Danny DeVito und Kathleen Turner mit. Der Clip enthält auch einige Szenen aus dem Film. Zu Beginn des Videos reden Michael Douglas und Kathleen Turner miteinander, dann rennen sie weg und Soldaten schießen mit Waffen auf sie. In einer weiteren Szene singt Billy Ocean den Song auf einer Bühne. Bei seiner Darbietung wird er von einer Band begleitet, in der einer Schlagzeug, ein anderer Keyboard, einige Blasinstrumente und andere Gitarre spielen. Douglas, DeVito und Turner führen auch das Playback zum Backgroundgesang durch. 

## Kommerzieller Erfolg

### Chartplatzierungen
| ChartsChartplatzierungen       | Höchstplatzierung | Wochen |
| ------------------------------ | ----------------- | ------ |
| Deutschland (GfK)              | 2 (17 Wo.)        | 17     |
| Österreich (Ö3)                | 8 (12 Wo.)        | 12     |
| Schweiz (IFPI)                 | 2 (14 Wo.)        | 14     |
| Vereinigte Staaten (Billboard) | 2 (23 Wo.)        | 23     |
| Vereinigtes Königreich (OCC)   | 1 (16 Wo.)        | 16     |

| ChartsJahrescharts (1986)      | Platzierung |
| ------------------------------ | ----------- |
| Deutschland (GfK)              | 16          |
| Schweiz (IFPI)                 | 16          |
| Vereinigte Staaten (Billboard) | 31          |
| Vereinigtes Königreich (OCC)   | 7           |

### Auszeichnungen für Musikverkäufe
| Land/Region                  | Auszeichnungen für Musikverkäufe (Land/Region, Auszeichnung, Verkäufe) | Verkäufe |
| ---------------------------- | ---------------------------------------------------------------------- | -------- |
| Australien (ARIA)            | Gold                                                                   | 35.000   |
| Belgien (BRMA)               | Gold                                                                   | 100.000  |
| Neuseeland (RMNZ)            | Platin                                                                 | 15.000   |
| Niederlande (NVPI)           | Platin                                                                 | 100.000  |
| Schweden (IFPI)              | Gold                                                                   | 50.000   |
| Vereinigtes Königreich (BPI) | Gold                                                                   | 500.000  |
| Insgesamt                    | 5× Gold · 4× Platin ·                                                  | 800.000  |

## Coverversionen
Der Titel wurde mehrfach gecovert. Teile davon wurden als Samples in anderen Werken verwendet, u. a. im Song We Like to Party! von den Vengaboys.
- 1989: The Shadows
- 1999: Boyzone
- 2008: Marius de Vries für den Film Easy Virtue – Eine unmoralische Ehefrau
- 2009: Westlife

## Bedeutung des Titels
When the going gets tough, the tough get going gilt als Leitspruch der Familie Kennedy und wird Joseph P. Kennedy, dem Vater des ermordeten US-Präsidenten John F. Kennedy, zugeschrieben. Im März 2005 zitierte der damalige Bundeskanzler Gerhard Schröder dieses Idiom im Sinne von Wenn die Zeiten hart werden, kommen die harten Jungs erst so richtig in Schwung.